# Leiodermatium
Genre
Synonymes
- Azorica Carter, 1873
- Coscinospongia Bowerbank, 1869
- Tretolophus Sollas, 1888

Leiodermatium  est un genre d'éponges de la famille Azoricidae.

## Liste d'espèces
Selon World Register of Marine Species (31 mai 2016) :
- Leiodermatium colini Kelly, 2007
- Leiodermatium crassiusculum (Sollas, 1888)
- Leiodermatium dampieri Kelly, 2007
- Leiodermatium deciduum (Schmidt, 1879)
- Leiodermatium heteroformis (Bowerbank, 1869)
- Leiodermatium intermedia (Sollas, 1888)
- Leiodermatium linea Kelly, 2007
- Leiodermatium lynceus Schmidt, 1870
- Leiodermatium marginatum (Sollas, 1888)
- Leiodermatium paniceus (Sollas, 1888)
- Leiodermatium pfeifferae (Carter, 1873)